# Malcolm McDowell
 Der er for få eller ingen kildehenvisninger i denne artikel, hvilket er et problem. Du kan hjælpe ved at angive troværdige kilder til de påstande, som fremføres i artiklen.

Malcolm McDowell (født 13. juni 1943) er en engelsk skuespiller med en karriere, der strækker sig over mere end 50 år.
McDowell er navnlig kendt for sine roller i kontroversielle film såsom If...., Caligula og A Clockwork Orange samt O Lucky Man! Hans alsidighed som skuespiller har ført til medvirken i mange film og tv-serier af forskellige genrer, blandt andre filmene Tank Girl og Star Trek: Generations, tv-serierne Our Friends in the North, Entourage, Heroes og Metalocalypse, animationsfilmen Bolt og genindspilningen af Halloween fra 2007 samt efterfølgeren Halloween II fra 2009.
Af andre film, han har medvirket i, kan nævnes Cat People (1982), Merlin And The Sword (1985) og I Spy (2002)

## Udvalgt filmografi

### Film
- Halloween II (dr. Loomis, 2009)
- Bolt (2008)
- Halloween (dr. Loomis, 2007)
- I Spy (Arnold Gundars, 2002)
- Star Trek: Generations (dr. Tolian Soran, 1994)
- Merlin And The Sword (tv, 1985)
- Cat People (Paul Gallier, 1982)
- A Clockwork Orange (Alex DeLarge, 1971)

### Tv-serier
- Mozart in the Jungle (Thomas, 2014– )
- Our Friends in the North (Benny Barrett, 1996)
- Entourage (Terrance McQuewick, 2005–06, 2009, 2011)
- War & peace (Prince Bolkonsky, 2007)